# Cofidis
Cofidis (Kod UCI: COF) – francuska zawodowa grupa kolarska należąca do dywizji UCI WorldTeams.

## Historia
W 1996 grupę założył trener i menadżer Cyrille Guimard, który współpracował wcześniej z takimi kolarzami jak Bernard Hinault, Greg LeMond, czy Laurent Fignon. Obecnym menadżerem jest Cédric Vasseur. Od 2005 do 2009 drużyna znajdowała się wśród grona 20 najlepszych zespołów cyklu UCI ProTour, w 2010-2019 należała do UCI Professional Continental Teams, a od 2020 wróciła do najwyższej dywizji.

### Nazwa grupy w poszczególnych latach
| lata      | nazwa                             |
| --------- | --------------------------------- |
| 1996–2008 | Cofidis – Le crédit par Téléphone |
| 2009–2012 | Cofidis, le crédit en ligne       |
| 2013–2019 | Cofidis, Solutions Crédits        |
| od 2020   | Cofidis                           |

## Obecny skład (2024)
| Skład drużyny 2024      | Skład drużyny 2024  | Skład drużyny 2024 | Skład drużyny 2024                  |
| Imię i nazwisko         | Data urodzenia      | Państwo            | Poprzednia grupa                    |
| ----------------------- | ------------------- | ------------------ | ----------------------------------- |
| Piet Allegaert          | 20 stycznia 1995    | Belgia             | Sport Vlaanderen-Baloise (2019)     |
| Stanisław Aniołkowski   | 20 stycznia 1997    | Polska             | Human Powered Health (2023)         |
| Thomas Champion         | 8 września 1999     | Francja            | Bourg-en-Bresse Ain Cyclisme (2020) |
| Bryan Coquard           | 25 kwietnia 1992    | Francja            | B&B Hotels p/b KTM (2021)           |
| Aimé De Gendt           | 17 czerwca 1994     | Belgia             | Intermarché-Circus-Wanty (2023)     |
| Nicolas Debeaumarché    | 24 lutego 1998      | Francja            | Saint Michel-Mavic-Auber 93 (2023)  |
| Kenny Elissonde         | 22 lipca 1991       | Francja            | Lidl-Trek (2023)                    |
| Rubén Fernández         | 1 marca 1991        | Hiszpania          | Euskaltel-Euskadi (2020)            |
| Eddy Finé               | 20 listopada 1997   | Francja            | VC Villefranche Beaujolais (2019)   |
| Milan Fretin            | 19 marca 2001       | Belgia             | Team Flanders-Baloise (2023)        |
| Simon Geschke           | 13 marca 1986       | Niemcy             | CCC Team (2020)                     |
| Alexis Gougeard         | 5 marca 1993        | Francja            | VC Rouen 76 (2023)                  |
| Ben Hermans             | 8 czerwca 1986      | Belgia             | Israel-Premier Tech (2023)          |
| Jesús Herrada           | 26 lipca 1990       | Hiszpania          | Movistar Team (2017)                |
| Gorka Izagirre          | 7 października 1987 | Hiszpania          | Movistar Team (2023)                |
| Ion Izagirre            | 4 lutego 1989       | Hiszpania          | Astana-Premier Tech (2021)          |
| Oliver Knight           | 25 stycznia 2001    | Wielka Brytania    | AVC Aix-en-Provence (2023)          |
| Jonathan Lastra         | 3 czerwca 1993      | Hiszpania          | Caja Rural-Seguros RGA (2022)       |
| Nolann Mahoudo          | 17 listopada 2002   | Francja            | CIC U Nantes Atlantique (2023)      |
| Axel Mariault           | 7 czerwca 1998      | Francja            | Team U Nantes Atlantique (2022)     |
| Guillaume Martin        | 9 czerwca 1993      | Francja            | Wanty-Gobert (2019)                 |
| Christophe Noppe        | 29 listopada 1994   | Belgia             | Arkéa-Samsic (2022)                 |
| Stefano Oldani          | 10 stycznia 1998    | Włochy             | Alpecin-Deceuninck (2023)           |
| Anthony Perez           | 22 kwietnia 1991    | Francja            | AVC Aix-en-Provence (2015)          |
| Alexis Renard           | 1 czerwca 1999      | Francja            | Israel Start-Up Nation (2021)       |
| Ludovic Robeet          | 22 maja 1994        | Belgia             | Bingoal WB (2023)                   |
| Benjamin Thomas         | 12 września 1995    | Francja            | Groupama-FDJ (2021)                 |
| Hugo Toumire            | 5 października 2001 | Francja            | VC Rouen 76 (2021)                  |
| Harrison Wood           | 14 czerwca 2000     | Wielka Brytania    | AVC Aix-en-Provence (2022)          |
| Axel Zingle             | 18 grudnia 1998     | Francja            | Club Cycliste d'Étupes (2021)       |
|                         |                     |                    |                                     |
| Źródło: ProCyclingStats |                     |                    |                                     |

## Sezony

### 2023

#### Skład
| Skład drużyny 2023                      | Skład drużyny 2023   | Skład drużyny 2023 | Skład drużyny 2023                        |
| Imię i nazwisko                         | Data urodzenia       | Państwo            | Poprzednia grupa                          |
| --------------------------------------- | -------------------- | ------------------ | ----------------------------------------- |
| Piet Allegaert                          | 20 stycznia 1995     | Belgia             | Sport Vlaanderen-Baloise (2019)           |
| François Bidard                         | 19 marca 1992        | Francja            | AG2R Citroën Team (2021)                  |
| André Carvalho                          | 31 października 1997 | Portugalia         | Hagens Berman Axeon (2020)                |
| Thomas Champion                         | 8 września 1999      | Francja            | Bourg-en-Bresse Ain Cyclisme (2020)       |
| Davide Cimolai                          | 13 sierpnia 1989     | Włochy             | Israel Start-Up Nation (2021)             |
| Simone Consonni                         | 12 września 1994     | Włochy             | UAE Team Emirates (2019)                  |
| Bryan Coquard                           | 25 kwietnia 1992     | Francja            | B&B Hotels p/b KTM (2021)                 |
| Alexandre Delettre                      | 25 października 1997 | Francja            | Delko (2021)                              |
| Rubén Fernández                         | 1 marca 1991         | Hiszpania          | Euskaltel-Euskadi (2020)                  |
| Eddy Finé                               | 20 listopada 1997    | Francja            | VC Villefranche Beaujolais (2019)         |
| Simon Geschke                           | 13 marca 1986        | Niemcy             | CCC Team (2020)                           |
| Jesús Herrada                           | 26 lipca 1990        | Hiszpania          | Movistar Team (2017)                      |
| José Herrada                            | 1 października 1985  | Hiszpania          | Movistar Team (2017)                      |
| Ion Izagirre                            | 4 lutego 1989        | Hiszpania          | Astana-Premier Tech (2021)                |
| Wesley Kreder                           | 4 listopada 1990     | Holandia           | Intermarché-Wanty-Gobert Matériaux (2021) |
| Victor Lafay                            | 17 stycznia 1996     | Francja            | Bourg-en-Bresse Ain Cyclisme (2018)       |
| Jonathan Lastra                         | 3 czerwca 1993       | Hiszpania          | Caja Rural-Seguros RGA (2022)             |
| Axel Mariault                           | 7 czerwca 1998       | Francja            | Team U Nantes Atlantique (2022)           |
| Guillaume Martin                        | 9 czerwca 1993       | Francja            | Wanty-Gobert (2019)                       |
| Christophe Noppe                        | 29 listopada 1994    | Belgia             | Arkéa-Samsic (2022)                       |
| Anthony Perez                           | 22 kwietnia 1991     | Francja            | AVC Aix-en-Provence (2015)                |
| Pierre-Luc Périchon                     | 4 stycznia 1987      | Francja            | Fortuneo-Samsic (2018)                    |
| Alexis Renard                           | 1 czerwca 1999       | Francja            | Israel Start-Up Nation (2021)             |
| Rémy Rochas                             | 18 maja 1996         | Francja            | Nippo-Delko One Provence (2020)           |
| Benjamin Thomas                         | 12 września 1995     | Francja            | Groupama-FDJ (2021)                       |
| Hugo Toumire                            | 5 października 2001  | Francja            | VC Rouen 76 (2021)                        |
| Jelle Wallays                           | 11 maja 1989         | Belgia             | Lotto-Soudal (2020)                       |
| Max Walscheid                           | 13 czerwca 1993      | Niemcy             | Qhubeka NextHash (2021)                   |
| Harrison Wood                           | 14 czerwca 2000      | Wielka Brytania    | AVC Aix-en-Provence (2022)                |
| Axel Zingle                             | 18 grudnia 1998      | Francja            | Club Cycliste d'Étupes (2021)             |
| Oliver Knight (1 sie–31 gru, stażysta)  | 25 stycznia 2001     | Wielka Brytania    | AVC Aix-en-Provence (2022)                |
| Joshua Gudnitz (1 sie–31 gru, stażysta) | 19 sierpnia 2001     | Dania              | ColoQuick (2023)                          |
| Ilan Larmet (1 sie–31 gru, stażysta)    | 9 czerwca 2001       | Francja            | VC Pays de Loudéac (2022)                 |
|                                         |                      |                    |                                           |
| Źródło: ProCyclingStats                 |                      |                    |                                           |

#### Zwycięstwa
| Zwycięstwa | Zwycięstwa                            | Zwycięstwa       | Zwycięstwa | Zwycięstwa      | Zwycięstwa |
| Data       | Wyścig                                | Państwo          | Kategoria  | Zwycięzca       |            |
| ---------- | ------------------------------------- | ---------------- | ---------- | --------------- | ---------- |
| 21 sty     | Tour Down Under, 4. etap              | Australia        | 2.UWT      | Bryan Coquard   |            |
| 3 lut      | AlUla Tour, 5. etap                   | Arabia Saudyjska | 2.1        | Simone Consonni |            |
| 12 lut     | Tour of Oman, 2. etap                 | Oman             | 2.Pro      | Jesús Herrada   |            |
| 26 lut     | La Drôme Classic                      | Francja          | 1.Pro      | Anthony Perez   |            |
| 18 mar     | Classic Loire Atlantique              | Francja          | 1.1        | Axel Zingle     |            |
| 1 kwi      | Grand Prix Miguel Indurain            | Hiszpania        | 1.Pro      | Ion Izagirre    |            |
| 4 kwi      | Région Pays de la Loire Tour, 1. etap | Francja          | 2.1        | Bryan Coquard   |            |
| 6 kwi      | Région Pays de la Loire Tour, 3. etap | Francja          | 2.1        | Bryan Coquard   |            |
| 14 kwi     | Classic Grand Besançon Doubs          | Francja          | 1.1        | Victor Lafay    |            |
| 16 kwi     | Tour du Doubs                         | Francja          | 1.1        | Jesús Herrada   |            |
| 18 maj     | Quatre Jours de Dunkerque, 3. etap    | Francja          | 2.Pro      | Benjamin Thomas |            |
| 2 lip      | Tour de France, 2. etap               | Hiszpania        | 2.UWT      | Victor Lafay    |            |
| 13 lip     | Tour de France, 12. etap              | Francja          | 2.UWT      | Ion Izagirre    |            |
| 6 wrz      | Vuelta a España, 11. etap             | Hiszpania        | 2.UWT      | Jesús Herrada   |            |

### 2022

#### Skład
| Skład drużyny 2022                                 | Skład drużyny 2022   | Skład drużyny 2022 | Skład drużyny 2022                        |
| Imię i nazwisko                                    | Data urodzenia       | Państwo            | Poprzednia grupa                          |
| -------------------------------------------------- | -------------------- | ------------------ | ----------------------------------------- |
| Piet Allegaert                                     | 20 stycznia 1995     | Belgia             | Sport Vlaanderen-Baloise (2019)           |
| Sander Armée                                       | 10 grudnia 1985      | Belgia             | Qhubeka NextHash (2021)                   |
| François Bidard                                    | 19 marca 1992        | Francja            | AG2R Citroën Team (2021)                  |
| Tom Bohli                                          | 17 stycznia 1994     | Szwajcaria         | UAE Team Emirates (2020)                  |
| André Carvalho                                     | 31 października 1997 | Portugalia         | Hagens Berman Axeon (2020)                |
| Thomas Champion                                    | 8 września 1999      | Francja            | Bourg-en-Bresse Ain Cyclisme (2020)       |
| Davide Cimolai                                     | 13 sierpnia 1989     | Włochy             | Israel Start-Up Nation (2021)             |
| Simone Consonni                                    | 12 września 1994     | Włochy             | UAE Team Emirates (2019)                  |
| Bryan Coquard                                      | 25 kwietnia 1992     | Francja            | B&B Hotels p/b KTM (2021)                 |
| Alexandre Delettre                                 | 25 października 1997 | Francja            | Delko (2021)                              |
| Rubén Fernández                                    | 1 marca 1991         | Hiszpania          | Euskaltel-Euskadi (2020)                  |
| Eddy Finé                                          | 20 listopada 1997    | Francja            | VC Villefranche Beaujolais (2019)         |
| Simon Geschke                                      | 13 marca 1986        | Niemcy             | CCC Team (2020)                           |
| Jesús Herrada                                      | 26 lipca 1990        | Hiszpania          | Movistar Team (2017)                      |
| José Herrada                                       | 1 października 1985  | Hiszpania          | Movistar Team (2017)                      |
| Ion Izagirre                                       | 4 lutego 1989        | Hiszpania          | Astana-Premier Tech (2021)                |
| Wesley Kreder                                      | 4 listopada 1990     | Holandia           | Intermarché-Wanty-Gobert Matériaux (2021) |
| Victor Lafay                                       | 17 stycznia 1996     | Francja            | Bourg-en-Bresse Ain Cyclisme (2018)       |
| Guillaume Martin                                   | 9 czerwca 1993       | Francja            | Wanty-Gobert (2019)                       |
| Anthony Perez                                      | 22 kwietnia 1991     | Francja            | AVC Aix-en-Provence (2015)                |
| Pierre-Luc Périchon                                | 4 stycznia 1987      | Francja            | Fortuneo-Samsic (2018)                    |
| Alexis Renard                                      | 1 czerwca 1999       | Francja            | Israel Start-Up Nation (2021)             |
| Rémy Rochas                                        | 18 maja 1996         | Francja            | Nippo-Delko One Provence (2020)           |
| Szymon Sajnok                                      | 24 sierpnia 1997     | Polska             | CCC Team (2020)                           |
| Benjamin Thomas                                    | 12 września 1995     | Francja            | Groupama-FDJ (2021)                       |
| Hugo Toumire                                       | 5 października 2001  | Francja            | VC Rouen 76 (2021)                        |
| Kenneth Vanbilsen                                  | 1 czerwca 1990       | Belgia             | Topsport Vlaanderen-Baloise (2014)        |
| Davide Villella                                    | 27 czerwca 1991      | Włochy             | Movistar Team (2021)                      |
| Jelle Wallays                                      | 11 maja 1989         | Belgia             | Lotto-Soudal (2020)                       |
| Max Walscheid                                      | 13 czerwca 1993      | Niemcy             | Qhubeka NextHash (2021)                   |
| Axel Zingle                                        | 18 grudnia 1998      | Francja            | Club Cycliste d'Étupes (2021)             |
| Sebastian Kolze Changizi (1 sie–31 gru, stażysta)  | 29 grudnia 2000      | Dania              | ColoQuick (2022)                          |
| Florentin Lecamus-Lambert (1 sie–31 gru, stażysta) | 13 maja 1999         | Francja            | VC Rouen 76 (2022)                        |
| Harrison Wood (1 sie–31 gru, stażysta)             | 14 czerwca 2000      | Wielka Brytania    | SEG Racing Academy (2021)                 |
|                                                    |                      |                    |                                           |
| Źródło: ProCyclingStats                            |                      |                    |                                           |

#### Zwycięstwa
| Zwycięstwa       | Zwycięstwa                                    | Zwycięstwa | Zwycięstwa | Zwycięstwa       | Zwycięstwa |
| Data             | Wyścig                                        | Państwo    | Kategoria  | Zwycięzca        |            |
| ---------------- | --------------------------------------------- | ---------- | ---------- | ---------------- | ---------- |
| 3 lut            | Étoile de Bessèges, 2. etap                   | Francja    | 2.1        | Bryan Coquard    |            |
| 4 lut            | Étoile de Bessèges, 3. etap                   | Francja    | 2.1        | Benjamin Thomas  |            |
| 6 lutego 2022    | Étoile de Bessèges, klasyfikacja generalna    | Francja    | 2.1        | Benjamin Thomas  |            |
| 12 lut           | Tour de La Provence, 2. etap                  | Francja    | 2.Pro      | Bryan Coquard    |            |
| 17 mar           | Grand Prix de Denain                          | Francja    | 1.Pro      | Max Walscheid    |            |
| 19 mar           | Classic Loire Atlantique                      | Francja    | 1.1        | Anthony Perez    |            |
| 1 kwi            | Route Adélie de Vitré                         | Francja    | 1.1        | Axel Zingle      |            |
| 9 kwi            | Vuelta al País Vasco, 6. etap                 | Hiszpania  | 2.UWT      | Ion Izagirre     |            |
| 15 kwi           | Classic Grand Besançon Doubs                  | Francja    | 1.1        | Jesús Herrada    |            |
| 27 maj           | Boucles de la Mayenne, 2. etap                | Francja    | 2.Pro      | Benjamin Thomas  |            |
| 29 maja 2022     | Boucles de la Mayenne, klasyfikacja generalna | Francja    | 2.Pro      | Benjamin Thomas  |            |
| 10 sie           | Tour de l’Ain, 2. etap                        | Francja    | 2.1        | Guillaume Martin |            |
| 11 sierpnia 2022 | Tour de l’Ain, klasyfikacja generalna         | Francja    | 2.1        | Guillaume Martin |            |
| 11 sie           | Arctic Race of Norway, 1. etap                | Norwegia   | 2.Pro      | Axel Zingle      |            |
| 13 sie           | Arctic Race of Norway, 3. etap                | Norwegia   | 2.Pro      | Victor Lafay     |            |
| 26 sie           | Vuelta a España, 7. etap                      | Hiszpania  | 2.UWT      | Jesús Herrada    |            |
| 25 wrz           | Paris-Chauny                                  | Francja    | 1.1        | Simone Consonni  |            |
| 2 paź            | Famenne Ardenne Classic                       | Belgia     | 1.1        | Axel Zingle      |            |
| 2 paź            | Tour de Vendée                                | Francja    | 1.1        | Bryan Coquard    |            |

### 2021

#### Skład
| Skład drużyny 2021                       | Skład drużyny 2021   | Skład drużyny 2021 | Skład drużyny 2021                   |
| Imię i nazwisko                          | Data urodzenia       | Państwo            | Poprzednia grupa                     |
| ---------------------------------------- | -------------------- | ------------------ | ------------------------------------ |
| Piet Allegaert                           | 20 stycznia 1995     | Belgia             | Sport Vlaanderen-Baloise (2019)      |
| Fernando Barceló                         | 6 stycznia 1996      | Hiszpania          | Euskadi Basque Country-Murias (2019) |
| Natnael Berhane                          | 5 stycznia 1991      | Erytrea            | Dimension Data (2018)                |
| Tom Bohli                                | 17 stycznia 1994     | Szwajcaria         | UAE Team Emirates (2020)             |
| André Carvalho                           | 31 października 1997 | Portugalia         | Hagens Berman Axeon (2020)           |
| Thomas Champion                          | 8 września 1999      | Francja            | Bourg-en-Bresse Ain Cyclisme (2020)  |
| Simone Consonni                          | 12 września 1994     | Włochy             | UAE Team Emirates (2019)             |
| Jean-Pierre Drucker                      | 3 września 1986      | Luksemburg         | Bora-Hansgrohe (2020)                |
| Nicolas Edet                             | 2 grudnia 1987       | Francja            | Véranda Rideau Sarthe 72 (2010)      |
| Rubén Fernández                          | 1 marca 1991         | Hiszpania          | Euskaltel-Euskadi (2020)             |
| Eddy Finé                                | 20 listopada 1997    | Francja            | VC Villefranche Beaujolais (2019)    |
| Simon Geschke                            | 13 marca 1986        | Niemcy             | CCC Team (2020)                      |
| Nathan Haas                              | 12 marca 1989        | Australia          | Katusha-Alpecin (2019)               |
| Jesús Herrada                            | 26 lipca 1990        | Hiszpania          | Movistar Team (2017)                 |
| José Herrada                             | 1 października 1985  | Hiszpania          | Movistar Team (2017)                 |
| Victor Lafay                             | 17 stycznia 1996     | Francja            | Bourg-en-Bresse Ain Cyclisme (2018)  |
| Christophe Laporte                       | 11 grudnia 1992      | Francja            | AVC Aix-en-Provence (2013)           |
| Guillaume Martin                         | 9 czerwca 1993       | Francja            | Wanty-Gobert (2019)                  |
| Emmanuel Morin                           | 13 marca 1995        | Francja            | Sojasun espoir-ACNC (2018)           |
| Anthony Perez                            | 22 kwietnia 1991     | Francja            | AVC Aix-en-Provence (2015)           |
| Pierre-Luc Périchon                      | 4 stycznia 1987      | Francja            | Fortuneo-Samsic (2018)               |
| Rémy Rochas                              | 18 maja 1996         | Francja            | Nippo-Delko One Provence (2020)      |
| Fabio Sabatini                           | 18 lutego 1985       | Włochy             | Deceuninck-Quick Step (2019)         |
| Szymon Sajnok                            | 24 sierpnia 1997     | Polska             | CCC Team (2020)                      |
| Hugo Toumire (1 sie–31 gru, stażysta)    | 5 października 2001  | Francja            | Chambéry CF (2020)                   |
| Kenneth Vanbilsen                        | 1 czerwca 1990       | Belgia             | Topsport Vlaanderen-Baloise (2014)   |
| Attilio Viviani                          | 18 października 1996 | Włochy             | Sangemini-Trevigiani-MG.K Vis (2019) |
| Elia Viviani                             | 7 lutego 1989        | Włochy             | Deceuninck-Quick Step (2019)         |
| Jelle Wallays                            | 11 maja 1989         | Belgia             | Lotto-Soudal (2020)                  |
| Axel Zingle (1 sie–31 gru, stażysta)     | 18 grudnia 1998      | Francja            | Club Cycliste d'Étupes (2020)        |
|                                          |                      |                    |                                      |
| Źródła: ProCyclingStats Cycling Archives |                      |                    |                                      |

### 2020

#### Skład
| Skład drużyny 2020                         | Skład drużyny 2020   | Skład drużyny 2020 | Skład drużyny 2020                                     |
| Imię i nazwisko                            | Data urodzenia       | Państwo            | Poprzednia grupa                                       |
| ------------------------------------------ | -------------------- | ------------------ | ------------------------------------------------------ |
| Piet Allegaert                             | 20 stycznia 1995     | Belgia             | Sport Vlaanderen-Baloise (2019)                        |
| Fernando Barceló                           | 6 stycznia 1996      | Hiszpania          | Euskadi Basque Country-Murias (2019)                   |
| Natnael Berhane                            | 5 stycznia 1991      | Erytrea            | Dimension Data (2018)                                  |
| Dimitri Claeys                             | 18 czerwca 1987      | Belgia             | Wanty-Groupe Gobert (2016)                             |
| Simone Consonni                            | 12 września 1994     | Włochy             | UAE Team Emirates (2019)                               |
| Nicolas Edet                               | 2 grudnia 1987       | Francja            | Véranda Rideau Sarthe 72 (2010)                        |
| Eddy Finé                                  | 20 listopada 1997    | Francja            | VC Villefranche Beaujolais (2019)                      |
| Nathan Haas                                | 12 marca 1989        | Australia          | Katusha-Alpecin (2019)                                 |
| Jesper Hansen                              | 23 października 1990 | Dania              | Astana (2018)                                          |
| Jesús Herrada                              | 26 lipca 1990        | Hiszpania          | Movistar Team (2017)                                   |
| José Herrada                               | 1 października 1985  | Hiszpania          | Movistar Team (2017)                                   |
| Victor Lafay                               | 17 stycznia 1996     | Francja            | Bourg-en-Bresse Ain Cyclisme (2018)                    |
| Christophe Laporte                         | 11 grudnia 1992      | Francja            | AVC Aix-en-Provence (2013)                             |
| Mathias Le Turnier                         | 14 marca 1995        | Francja            | Océane Top 16 (2016)                                   |
| Cyril Lemoine                              | 3 marca 1983         | Francja            | Sojasun (2013)                                         |
| Guillaume Martin                           | 9 czerwca 1993       | Francja            | Wanty-Gobert (2019)                                    |
| Luis Ángel Maté                            | 23 marca 1984        | Hiszpania          | Androni Giocattoli-Serramenti PVC Diquigiovanni (2010) |
| Marco Mathis                               | 7 kwietnia 1994      | Niemcy             | Katusha-Alpecin (2018)                                 |
| Emmanuel Morin                             | 13 marca 1995        | Francja            | Sojasun espoir-ACNC (2018)                             |
| Anthony Perez                              | 22 kwietnia 1991     | Francja            | AVC Aix-en-Provence (2015)                             |
| Pierre-Luc Périchon                        | 4 stycznia 1987      | Francja            | Fortuneo-Samsic (2018)                                 |
| Stéphane Rossetto                          | 6 kwietnia 1987      | Francja            | BigMat-Auber 93 (2014)                                 |
| Fabio Sabatini                             | 18 lutego 1985       | Włochy             | Deceuninck-Quick Step (2019)                           |
| Damien Touzé                               | 7 lipca 1996         | Francja            | Saint Michel-Auber 93 (2018)                           |
| Kenneth Vanbilsen                          | 1 czerwca 1990       | Belgia             | Topsport Vlaanderen-Baloise (2014)                     |
| Julien Vermote                             | 26 lipca 1989        | Belgia             | Dimension Data (2019)                                  |
| Attilio Viviani                            | 18 października 1996 | Włochy             | Sangemini-Trevigiani-MG.K Vis (2019)                   |
| Elia Viviani                               | 7 lutego 1989        | Włochy             | Deceuninck-Quick Step (2019)                           |
| Nicolas Prodhomme (1 sie–31 gru, stażysta) | 1 lutego 1997        | Francja            | Chambéry CF (2019)                                     |
| Enrico Zanoncello (1 sie–31 gru, stażysta) | 2 sierpnia 1997      | Włochy             | Zalf Euromobil Désirée Fior (2020)                     |
|                                            |                      |                    |                                                        |
| Źródło: ProCyclingStats                    |                      |                    |                                                        |

#### Zwycięstwa
| Zwycięstwa | Zwycięstwa                                  | Zwycięstwa | Zwycięstwa | Zwycięstwa      | Zwycięstwa |
| Data       | Wyścig                                      | Państwo    | Kategoria  | Zwycięzca       |            |
| ---------- | ------------------------------------------- | ---------- | ---------- | --------------- | ---------- |
| 20 sty     | La Tropicale Amissa Bongo, 1. etap          | Kamerun    | 2.1        | Attilio Viviani |            |
| 21 lut     | Tour des Alpes-Maritimes et du Var, 1. etap | Francja    | 2.1        | Anthony Perez   |            |

### 2019

#### Skład
| Skład drużyny 2019                       | Skład drużyny 2019   | Skład drużyny 2019 | Skład drużyny 2019                                     |
| Imię i nazwisko                          | Data urodzenia       | Państwo            | Poprzednia grupa                                       |
| ---------------------------------------- | -------------------- | ------------------ | ------------------------------------------------------ |
| Darwin Atapuma                           | 15 stycznia 1988     | Kolumbia           | UAE Team Emirates (2018)                               |
| Natnael Berhane                          | 5 stycznia 1991      | Erytrea            | Dimension Data (2018)                                  |
| Nacer Bouhanni                           | 25 lipca 1990        | Francja            | FDJ.fr (2014)                                          |
| Rayane Bouhanni                          | 24 lutego 1996       | Francja            | AWT-Greenway (2015)                                    |
| Loïc Chetout                             | 23 września 1992     | Francja            | GSC Blagnac Vélo Sport 31 (2014)                       |
| Dimitri Claeys                           | 18 czerwca 1987      | Belgia             | Wanty-Groupe Gobert (2016)                             |
| Nicolas Edet                             | 2 grudnia 1987       | Francja            | Véranda Rideau Sarthe 72 (2010)                        |
| Filippo Fortin                           | 1 lutego 1989        | Włochy             | Felbermayr Simplon Wels (2018)                         |
| Jesper Hansen                            | 23 października 1990 | Dania              | Astana (2018)                                          |
| Jesús Herrada                            | 26 lipca 1990        | Hiszpania          | Movistar Team (2017)                                   |
| José Herrada                             | 1 października 1985  | Hiszpania          | Movistar Team (2017)                                   |
| Hugo Hofstetter                          | 13 lutego 1994       | Francja            | Club Cycliste d'Étupes (2015)                          |
| Victor Lafay                             | 17 stycznia 1996     | Francja            | Bourg-en-Bresse Ain Cyclisme (2018)                    |
| Christophe Laporte                       | 11 grudnia 1992      | Francja            | AVC Aix-en-Provence (2013)                             |
| Mathias Le Turnier                       | 14 marca 1995        | Francja            | Océane Top 16 (2016)                                   |
| Cyril Lemoine                            | 3 marca 1983         | Francja            | Sojasun (2013)                                         |
| Luis Ángel Maté                          | 23 marca 1984        | Hiszpania          | Androni Giocattoli-Serramenti PVC Diquigiovanni (2010) |
| Marco Mathis                             | 7 kwietnia 1994      | Niemcy             | Katusha-Alpecin (2018)                                 |
| Emmanuel Morin                           | 13 marca 1995        | Francja            | Sojasun espoir-ACNC (2018)                             |
| Anthony Perez                            | 22 kwietnia 1991     | Francja            | AVC Aix-en-Provence (2015)                             |
| Pierre-Luc Périchon                      | 4 stycznia 1987      | Francja            | Fortuneo-Samsic (2018)                                 |
| Stéphane Rossetto                        | 6 kwietnia 1987      | Francja            | BigMat-Auber 93 (2014)                                 |
| Julien Simon                             | 4 października 1985  | Francja            | Sojasun (2013)                                         |
| Geoffrey Soupe                           | 22 marca 1988        | Francja            | FDJ.fr (2014)                                          |
| Damien Touzé                             | 7 lipca 1996         | Francja            | Saint Michel-Auber 93 (2018)                           |
| Bert Van Lerberghe                       | 29 września 1992     | Belgia             | Sport Vlaanderen-Baloise (2017)                        |
| Kenneth Vanbilsen                        | 1 czerwca 1990       | Belgia             | Topsport Vlaanderen-Baloise (2014)                     |
| Zico Waeytens                            | 29 września 1991     | Belgia             | Verandas Willems-Crelan (2018)                         |
|                                          |                      |                    |                                                        |
| Źródła: ProCyclingStats Cycling Quotient |                      |                    |                                                        |

#### Zwycięstwa
| Zwycięstwa       | Zwycięstwa                                       | Zwycięstwa | Zwycięstwa | Zwycięstwa         | Zwycięstwa |
| Data             | Wyścig                                           | Państwo    | Kategoria  | Zwycięzca          |            |
| ---------------- | ------------------------------------------------ | ---------- | ---------- | ------------------ | ---------- |
| 31 sty           | Trofeo Alcudia-Port d'Alcudia                    | Hiszpania  | 1.1        | Jesús Herrada      |            |
| 8 lut            | Étoile de Bessèges, 2. etap                      | Francja    | 2.1        | Christophe Laporte |            |
| 10 lut           | Étoile de Bessèges, 4. etap                      | Francja    | 2.1        | Christophe Laporte |            |
| 10 lutego 2019   | Étoile de Bessèges, klasyfikacja generalna       | Francja    | 2.1        | Christophe Laporte |            |
| 20 kwi           | Tour du Finistère                                | Francja    | 1.1        | Julien Simon       |            |
| 5 cze            | Tour de Luxembourg, prolog                       | Luksemburg | 2.HC       | Christophe Laporte |            |
| 6 cze            | Tour de Luxembourg, 1. etap                      | Luksemburg | 2.HC       | Christophe Laporte |            |
| 8 cze            | Tour de Luxembourg, 3. etap                      | Luksemburg | 2.HC       | Jesús Herrada      |            |
| 9 cze            | Tour de Luxembourg, 4. etap                      | Luksemburg | 2.HC       | Jesús Herrada      |            |
| 9 czerwca 2019   | Tour de Luxembourg, klasyfikacja generalna       | Luksemburg | 2.HC       | Jesús Herrada      |            |
| 17 cze           | Mont Ventoux Dénivelé Challenge                  | Francja    | 1.1        | Jesús Herrada      |            |
| 21 cze           | Dwars door het Hageland                          | Belgia     | 1.1        | Kenneth Vanbilsen  |            |
| 25 sie           | Schaal Sels                                      | Belgia     | 1.1        | Attilio Viviani    |            |
| 27 sie           | Tour du Poitou-Charentes, 1. etap                | Francja    | 2.1        | Christophe Laporte |            |
| 28 sie           | Tour du Poitou-Charentes, 2. etap                | Francja    | 2.1        | Christophe Laporte |            |
| 29 sie           | Tour du Poitou-Charentes, 4. etap                | Francja    | 2.1        | Christophe Laporte |            |
| 29 sie           | Vuelta a España, 6. etap                         | Hiszpania  | 2.UWT      | Jesús Herrada      |            |
| 30 sierpnia 2019 | Tour du Poitou-Charentes, klasyfikacja generalna | Francja    | 2.1        | Christophe Laporte |            |
| 6 paź            | Famenne Ardenne Classic                          | Belgia     | 1.1        | Dimitri Claeys     |            |

### 2018

#### Skład
| Skład drużyny 2018                       | Skład drużyny 2018  | Skład drużyny 2018 | Skład drużyny 2018                                     |
| Imię i nazwisko                          | Data urodzenia      | Państwo            | Poprzednia grupa                                       |
| ---------------------------------------- | ------------------- | ------------------ | ------------------------------------------------------ |
| Guillaume Bonnafond                      | 23 czerwca 1987     | Francja            | AG2R La Mondiale (2016)                                |
| Nacer Bouhanni                           | 25 lipca 1990       | Francja            | FDJ.fr (2014)                                          |
| Rayane Bouhanni                          | 24 lutego 1996      | Francja            | AWT-Greenway (2015)                                    |
| Loïc Chetout                             | 23 września 1992    | Francja            | GSC Blagnac Vélo Sport 31 (2014)                       |
| Dimitri Claeys                           | 18 czerwca 1987     | Belgia             | Wanty-Groupe Gobert (2016)                             |
| Nicolas Edet                             | 2 grudnia 1987      | Francja            | Véranda Rideau Sarthe 72 (2010)                        |
| Dorian Godon                             | 25 maja 1996        | Francja            | Vulco-VC Vaulx-en-Velin (2016)                         |
| Jesús Herrada                            | 26 lipca 1990       | Hiszpania          | Movistar Team (2017)                                   |
| José Herrada                             | 1 października 1985 | Hiszpania          | Movistar Team (2017)                                   |
| Hugo Hofstetter                          | 13 lutego 1994      | Francja            | Club Cycliste d'Étupes (2015)                          |
| Christophe Laporte                       | 11 grudnia 1992     | Francja            | AVC Aix-en-Provence (2013)                             |
| Cyril Lemoine                            | 3 marca 1983        | Francja            | Sojasun (2013)                                         |
| Mathias Le Turnier                       | 14 marca 1995       | Francja            | Océane Top 16 (2016)                                   |
| Luis Ángel Maté                          | 23 marca 1984       | Hiszpania          | Androni Giocattoli-Serramenti PVC Diquigiovanni (2010) |
| Daniel Navarro                           | 18 lipca 1983       | Hiszpania          | Saxo Bank-Tinkoff Bank (2012)                          |
| Anthony Perez                            | 22 kwietnia 1991    | Francja            | AVC Aix-en-Provence (2015)                             |
| Stéphane Rossetto                        | 6 kwietnia 1987     | Francja            | BigMat-Auber 93 (2014)                                 |
| Julien Simon                             | 4 października 1985 | Francja            | Sojasun (2013)                                         |
| Geoffrey Soupe                           | 22 marca 1988       | Francja            | FDJ.fr (2014)                                          |
| Anthony Turgis                           | 16 maja 1994        | Francja            | CC Nogent-sur-Oise (2014)                              |
| Jimmy Turgis                             | 10 sierpnia 1991    | Francja            | Roubaix Métropole européenne de Lille (2016)           |
| Bert Van Lerberghe                       | 29 września 1992    | Belgia             | Sport Vlaanderen-Baloise (2017)                        |
| Michael Van Staeyen                      | 13 sierpnia 1988    | Belgia             | Topsport Vlaanderen-Baloise (2014)                     |
| Kenneth Vanbilsen                        | 1 czerwca 1990      | Belgia             | Topsport Vlaanderen-Baloise (2014)                     |
| Victor Lafay (1 sie–31 gru)              | 17 stycznia 1996    | Francja            | Bourg-en-Bresse Ain Cyclisme (2017)                    |
| Daniel Teklehaimanot                     | 10 listopada 1988   | Erytrea            | Dimension Data (2017)                                  |
|                                          |                     |                    |                                                        |
| Źródła: ProCyclingStats Cycling Quotient |                     |                    |                                                        |

#### Zwycięstwa
| Zwycięstwa       | Zwycięstwa                                        | Zwycięstwa      | Zwycięstwa | Zwycięstwa         | Zwycięstwa |
| Data             | Wyścig                                            | Państwo         | Kategoria  | Zwycięzca          |            |
| ---------------- | ------------------------------------------------- | --------------- | ---------- | ------------------ | ---------- |
| 1 lut            | Étoile de Bessèges, 2. etap                       | Francja         | 2.1        | Christophe Laporte |            |
| 9 lut            | Tour de La Provence, 1. etap                      | Francja         | 2.1        | Christophe Laporte |            |
| 11 lut           | Tour de La Provence, 3. etap                      | Francja         | 2.1        | Christophe Laporte |            |
| 15 kwi           | Tro Bro Leon                                      | Francja         | 1.1        | Christophe Laporte |            |
| 6 maj            | Tour de Yorkshire, 4. etap                        | Wielka Brytania | 2.1        | Stéphane Rossetto  |            |
| 10 maj           | Quatre Jours de Dunkerque, 3. etap                | Francja         | 2.HC       | Nacer Bouhanni     |            |
| 13 maja 2018     | Quatre Jours de Dunkerque, klasyfikacja generalna | Francja         | 2.HC       | Dimitri Claeys     |            |
| 18 maj           | Tour de l’Ain, 1. etap                            | Francja         | 2.1        | Hugo Hofstetter    |            |
| 20 maj           | Grote Prijs Marcel Kint                           | Belgia          | 1.1        | Nacer Bouhanni     |            |
| 25 maj           | Baloise Belgium Tour, 3. etap                     | Belgia          | 2.HC       | Christophe Laporte |            |
| 31 maj           | Boucles de la Mayenne, prolog                     | Francja         | 2.1        | Dorian Godon       |            |
| 31 maj           | Tour de Luxembourg, 1. etap                       | Luksemburg      | 2.HC       | Christophe Laporte |            |
| 2 cze            | Boucles de la Mayenne, 2. etap                    | Francja         | 2.1        | Nacer Bouhanni     |            |
| 3 cze            | Tour de Luxembourg, 4. etap                       | Luksemburg      | 2.HC       | Anthony Perez      |            |
| 3 cze            | Boucles de la Mayenne, 3. etap                    | Francja         | 2.1        | Nacer Bouhanni     |            |
| 14 cze           | Route d’Occitanie, 1. etap                        | Francja         | 2.1        | Nacer Bouhanni     |            |
| 17 sie           | Tour du Limousin, 3. etap                         | Francja         | 2.1        | Nicolas Edet       |            |
| 18 sierpnia 2018 | Tour du Limousin, klasyfikacja generalna          | Francja         | 2.1        | Nicolas Edet       |            |
| 30 sie           | Vuelta a España, 6. etap                          | Hiszpania       | 2.UWT      | Nacer Bouhanni     |            |
| 9 wrz            | Tour du Doubs                                     | Francja         | 1.1        | Julien Simon       |            |

### 2017

#### Skład
| Skład drużyny 2017                        | Skład drużyny 2017   | Skład drużyny 2017 | Skład drużyny 2017                                     |
| Imię i nazwisko                           | Data urodzenia       | Państwo            | Poprzednia grupa                                       |
| ----------------------------------------- | -------------------- | ------------------ | ------------------------------------------------------ |
| Yoann Bagot                               | 6 września 1987      | Francja            | Vélo-Club La Pomme Marseille (2010)                    |
| Guillaume Bonnafond                       | 23 czerwca 1987      | Francja            | AG2R La Mondiale (2016)                                |
| Nacer Bouhanni                            | 25 lipca 1990        | Francja            | FDJ.fr (2014)                                          |
| Rayane Bouhanni                           | 24 lutego 1996       | Francja            | AWT-Greenway (2015)                                    |
| Loïc Chetout                              | 23 września 1992     | Francja            | GSC Blagnac Vélo Sport 31 (2014)                       |
| Dimitri Claeys                            | 18 czerwca 1987      | Belgia             | Wanty-Groupe Gobert (2016)                             |
| Jérôme Cousin                             | 5 czerwca 1989       | Francja            | Team Europcar (2015)                                   |
| Nicolas Edet                              | 2 grudnia 1987       | Francja            | Véranda Rideau Sarthe 72 (2010)                        |
| Dorian Godon                              | 25 maja 1996         | Francja            | Vulco-VC Vaulx-en-Velin (2016)                         |
| Hugo Hofstetter                           | 13 lutego 1994       | Francja            | Club Cycliste d'Étupes (2015)                          |
| Christophe Laporte                        | 11 grudnia 1992      | Francja            | AVC Aix-en-Provence (2013)                             |
| Mathias Le Turnier                        | 14 marca 1995        | Francja            | Océane Top 16 (2016)                                   |
| Cyril Lemoine                             | 3 marca 1983         | Francja            | Sojasun (2013)                                         |
| Luis Ángel Maté                           | 23 marca 1984        | Hiszpania          | Androni Giocattoli-Serramenti PVC Diquigiovanni (2010) |
| Daniel Navarro                            | 18 lipca 1983        | Hiszpania          | Saxo Bank-Tinkoff Bank (2012)                          |
| Anthony Perez                             | 22 kwietnia 1991     | Francja            | AVC Aix-en-Provence (2015)                             |
| Stéphane Rossetto                         | 6 kwietnia 1987      | Francja            | BigMat-Auber 93 (2014)                                 |
| Florian Sénéchal                          | 10 lipca 1993        | Francja            | Etixx-iHNed (2013)                                     |
| Julien Simon                              | 4 października 1985  | Francja            | Sojasun (2013)                                         |
| Geoffrey Soupe                            | 22 marca 1988        | Francja            | FDJ.fr (2014)                                          |
| Anthony Turgis                            | 16 maja 1994         | Francja            | CC Nogent-sur-Oise (2014)                              |
| Jimmy Turgis                              | 10 sierpnia 1991     | Francja            | Roubaix Métropole européenne de Lille (2016)           |
| Jonas Van Genechten                       | 16 września 1986     | Belgia             | IAM Cycling (2016)                                     |
| Michael Van Staeyen                       | 13 sierpnia 1988     | Belgia             | Topsport Vlaanderen-Baloise (2014)                     |
| Kenneth Vanbilsen                         | 1 czerwca 1990       | Belgia             | Topsport Vlaanderen-Baloise (2014)                     |
| Clément Venturini (1 sty–1 sty)           | 16 października 1993 | Francja            | Vulco-VC Vaulx-en-Velin (2013)                         |
| Fernando Barceló (1 sie–31 gru, stażysta) | 6 stycznia 1996      | Hiszpania          | RH+-Polartec-Fundación Alberto Contador (2016)         |
| Victor Lafay (1 sie–31 gru, stażysta)     | 17 stycznia 1996     | Francja            | Chambéry CF (2016)                                     |
| Tanguy Turgis (1 sie–31 gru, stażysta)    | 16 maja 1998         | Francja            |                                                        |
|                                           |                      |                    |                                                        |
| Źródła: ProCyclingStats Cycling Quotient  |                      |                    |                                                        |

#### Zwycięstwa
Za dużo wywołań elementów z Wikidanych. Załadowano elementów: 400/400.

### 2016

#### Skład
Za dużo wywołań elementów z Wikidanych. Załadowano elementów: 400/400.